# Pian due Torri
Pian due Torri è la zona urbanistica 15C del Municipio Roma XI di Roma Capitale. Si estende sul quartiere Q. XI Portuense.
Per la presenza di un lungo tratto di via della Magliana, la popolazione identifica questa zona con il nome di "Magliana".

## Geografia fisica

### Territorio
La zona confina:
- a nord con la zona urbanistica 15A Marconi
- a est con la zona urbanistica 11B Valco San Paolo
- a sud-est con la zona urbanistica 12A Eur
- a sud con la zona urbanistica 15D Trullo
- a ovest con la zona urbanistica 15B Portuense

## Storia
Intorno agli anni venti la zona di Pian due Torri, il cui nome deriva da una costruzione a due torri appartenente al cardinale Orsini, era infestata da zanzare e poco salutare a causa delle frequenti alluvioni del Tevere. L'area venne acquistata da Bonelli, un ingegnere piemontese, il quale fece installare presso il Tevere una pompa per estrarre l'acqua dal fiume portandola, attraverso un canale scavato lungo via Pian Due Torri, all'interno di vasconi. L'acqua veniva utilizzata durante il giorno dai mezzadri di Bonelli (ai quali l'ingegnere aveva affidato la coltivazione del terreno, ricavandone in compenso la metà del raccolto), mentre di notte serviva ad irrigare i prati. Si coltivavano carciofi e ortaggi, sorsero frutteti e vigneti. La tenuta di Bonelli, alla sua morte, fu ereditata dal conte Tournon, che ne aveva sposato una delle figlie. Il conte iniziò a lottizzare e costruì le prime case, distruggendo gran parte degli alberi circostanti.
Tra gli anni sessanta e settanta venne costruita la maggior parte dei "casermoni" fra via dell'Impruneta e via Pescaglia. Tutta la zona, situata sette metri sotto l'argine del Tevere, doveva essere rinterrata sino a raggiungere il livello dell'argine stesso. Il Comune diede il permesso di costruire, alla sola condizione di sottoscrivere un atto d'obbligo che impegnava i costruttori a rinterrare i due primi piani dei palazzi in epoca successiva, accordo che non fu mai rispettato.
Nella zona si svolsero anche delle storiche lotte della sinistra extraparlamentare, legate soprattutto all'occupazione delle case.
In questa zona risiedevano molti esponenti della cosiddetta banda della Magliana, organizzazione criminale di stampo mafioso operante dal 1975 sul territorio romano e del Lazio.
Qui, il 18 febbraio 1988, Pietro De Negri, tosatore romano detto il "Canaro della Magliana", commise un efferato delitto nel suo negozio in via della Magliana 253, ai danni di Giancarlo Ricci 25 anni, ex pugile.
Dagli ultimi anni novanta la zona ha acquisito nuovo valore grazie, soprattutto, a un evidente calo del suo tasso di criminalità e a una riqualificazione urbana che ne fa un quartiere vivibile.
Il 9 dicembre 2007 è stato inaugurato il nuovo parco urbano "Pian due Torri", su un'area verde bonificata successivamente allo sgombero di un insediamento abusivo, avvenuto il 12 ottobre dello stesso anno.

## Monumenti e luoghi d'interesse

### Architetture religiose
- Chiesa di Santa Passera, su vicolo di S. Passera
- Chiesa del Santo Volto di Gesù, su via della Magliana
- Chiesa di San Gregorio Magno, su piazza Certaldo

### Parchi Urbani
- Parco del Tevere Sud, è un parco pubblico situato lungo la golena fluviale di Pian Due Torri, è uno spazio con zone attrezzate per lo sport, aree per i cani, rampe, spalti e fontante.[2]

## Infrastrutture e trasporti
|  | È raggiungibile dalla stazione di Villa Bonelli. |